# Bradycellus discipulus
Bradycellus discipulus är en skalbaggsart som beskrevs av Thomas Casey. Bradycellus discipulus ingår i släktet Bradycellus och familjen jordlöpare. Inga underarter finns listade i Catalogue of Life.